# Doussard
Doussard är en kommun i departementet Haute-Savoie i regionen Auvergne-Rhône-Alpes i sydöstra Frankrike. Kommunen ligger i kantonen Faverges som tillhör arrondissementet Annecy. År 2022 hade Doussard 3 688 invånare.

## Befolkningsutveckling
Antalet invånare i kommunen Doussard
| Referens: INSEE |